# Svanshalsen
Svanshalsen är en sjö i Gnosjö kommun i Småland och ingår i Nissans huvudavrinningsområde. Sjön har en area på 0,157 kvadratkilometer och ligger 163,1 meter över havet. Sjön avvattnas av vattendraget Anderstorpaån (Gåröström).

## Delavrinningsområde
Svanshalsen ingår i det delavrinningsområde (635591-137345) som SMHI kallar för Utloppet av Hären. Medelhöjden är 196 meter över havet och ytan är 18,29 kvadratkilometer. Räknas de 8 delavrinningsområdena uppströms in blir den ackumulerade arean 106,74 kvadratkilometer. Anderstorpaån (Gåröström) som avvattnar avrinningsområdet har biflödesordning 2, vilket innebär att vattnet flödar genom totalt 2 vattendrag innan det når havet efter 124 kilometer. Delavrinningsområdet består mestadels av skog (65 %). Avrinningsområdet har 4,28 kvadratkilometer vattenytor vilket ger det en sjöprocent på 23,4 %.